# 채광 (조명)

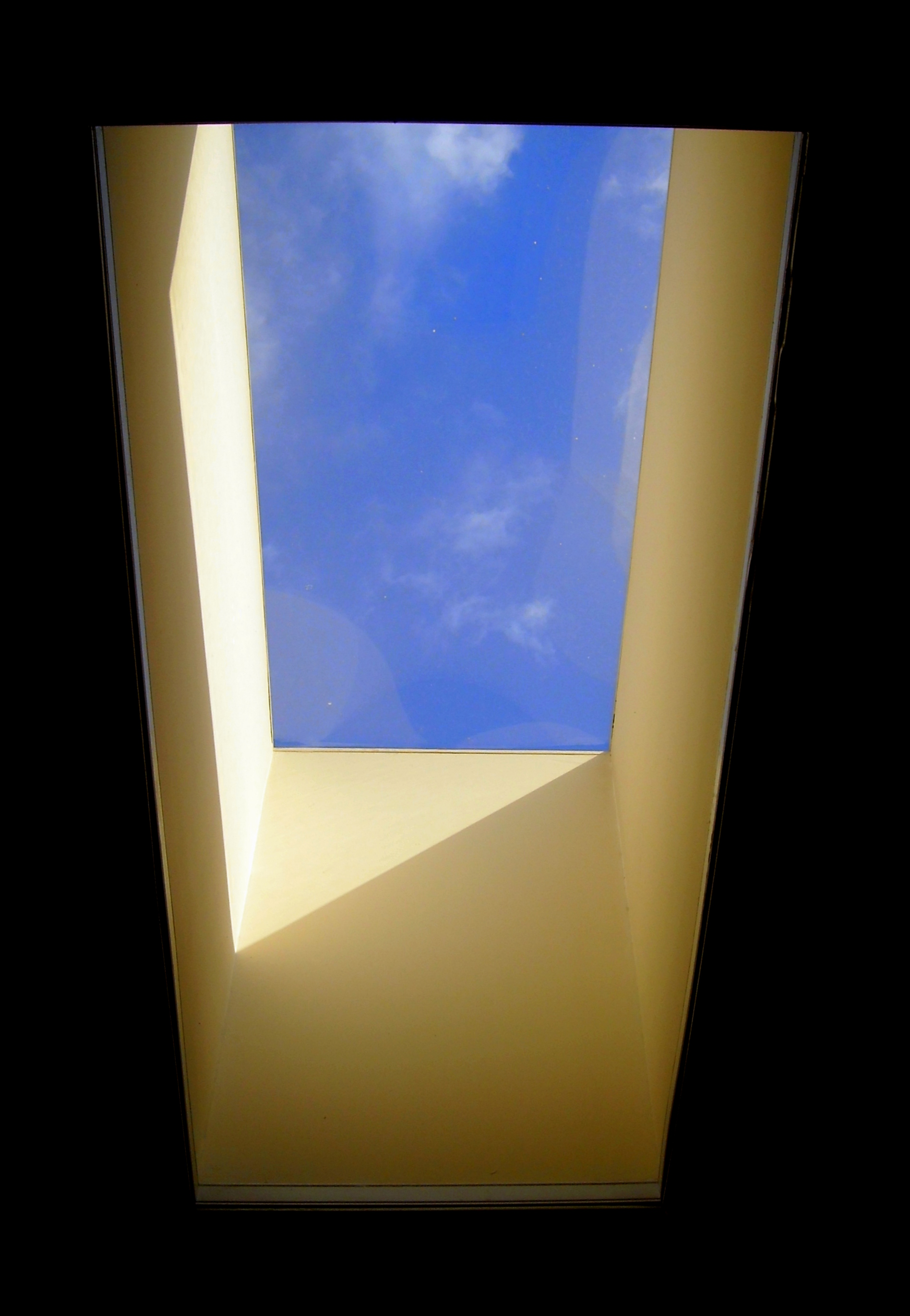
하늘로부터 내리쬔 빛을 실내 조명으로 활용하고 있는 모습.

채광(採光)은 창이나, 구멍난 공간, 반사체를 추가하여 낮에 자연빛이 효과적인 실내 조명으로 제공할 수 있게 하는 것을 말한다.

## 창
창으로부터 이용할 수 있는 빛의 양을 높이는 방법은 세 가지가 있다:
- 창을 옅은 빛깔의 벽에 가까이 둔다.
- 창이 보이는 측면을 비스듬히 하여 실내 구멍이 밖의 구멍에 견주어 더 크게 보이게 한다.
- 더 커다랗고 옅은 빛깔의 창턱을 이용하여 빛이 방에 들어오게 한다.

## 같이 보기
- 채광권
- 조명
- 햇빛